# 安州 (元朝)
安州，元朝、明朝设置的州。
元世祖中统五年（1264年）改石泉军置安州，治今四川省绵阳市北川县南永昌镇。下辖石泉县，属成都路。辖境约当今安州區及北川县境。明太祖洪武七年（1374年），降为安县，隶属于成都府。